# Puchar Spenglera 2016
90. edycja Pucharu Spenglera rozgrywana była od 26 do 31 grudnia 2016. Mecze rozgrywane były w hali Vaillant Arena.
Do turnieju oprócz drużyny gospodarzy HC Davos oraz tradycyjnie uczestniczącego Teamu Canada zaproszono cztery drużyny: HC Lugano, HC Mountfield, Dynama Mińsk oraz Awtomobilist Jekaterynburg. Po zwiększeniu turnieju do sześciu drużyn rozgrywki podzielono na dwie grupy. Pierwsza nazwana została na cześć Richarda Torrianiego dwukrotnego brązowego medalistę igrzysk olimpijskich w hokeju na lodzie z 1928 i 1948 oraz srebrnego medalistę mistrzostw świata w saneczkarstwie w jedynkach mężczyzn z 1957 roku. Wszystkie te medale zdobył w Davos. Druga grupa została nazwana na część Hansa Cattini oraz Ferdinanda Cattini. Cała trójka grała w przeszłości w zespole HC Davos.
Z racji podziału na grupy po rozegraniu meczów fazy grupowej odbyły się dwa spotkania o awans do półfinałów turnieju. Zwycięzcy półfinałów rozegrali finałowe spotkanie w samo południe 31 grudnia 2016 roku.
Obrońcami tytułu jest drużyna Team Canada, która w finale poprzedniej edycji pokonała HC Lugano 4:3. W finale doszło do powtórki sprzed roku, ponownym zwycięzcą został zespół Team Canada.

## Faza grupowa
Grupa Torriani
| 26 grudnia 2016 | HC Lugano | 4:2 | Awtomobilist Jekaterynburg | Vaillant Arena |

| Szczegóły      | Szczegóły                                                                                 | Szczegóły       | Szczegóły                                  | Szczegóły                                                                     |
| -------------- | ----------------------------------------------------------------------------------------- | --------------- | ------------------------------------------ | ----------------------------------------------------------------------------- |
| Godzina: 15:00 | J. Wisniewski (PP) 09:39 R. Sannitz (EQ) 31:24 R. Gardner (EQ) 32:35 L. Klasen (EN) 59:40 | (1:1, 2:0, 1:1) | 17:16 (EQ) D. Monia 48:21 (PP) A. Gariejew | Widzów: 6300 Sędzia główny: Stefan Fonselius Sędziowie liniowi: Tobias Wehrli |
| Godzina: 15:00 | 12 min. kar                                                                               |                 | 10 min. kar                                | Widzów: 6300 Sędzia główny: Stefan Fonselius Sędziowie liniowi: Tobias Wehrli |

| 27 grudnia 2016 | HC Mountfield | 4:3 | Awtomobilist Jekaterynburg | Vaillant Arena |

| Szczegóły      | Szczegóły                                                                                   | Szczegóły       | Szczegóły                                                        | Szczegóły                                                                          |
| -------------- | ------------------------------------------------------------------------------------------- | --------------- | ---------------------------------------------------------------- | ---------------------------------------------------------------------------------- |
| Godzina: 15:00 | R. Jarůšek (PP) 04:28 R. Kukumberg (EQ) 24:51 R. Kukumberg (EQ) 52:08 R. Jarůšek (PP) 55:56 | (1:1, 1:2, 2:0) | 00:31 (EQ) D. Monia 37:20 (EQ) A. Gołyszew 39:43 (PP) S. Czistow | Widzów: 6 155 Sędzia główny: Stefan Fonselius Sędziowie liniowi: Marcus Vinnerborg |
| Godzina: 15:00 | 12 min. kar                                                                                 |                 | 14 min. kar                                                      | Widzów: 6 155 Sędzia główny: Stefan Fonselius Sędziowie liniowi: Marcus Vinnerborg |

| 28 grudnia 2016 | HC Lugano | 4:3 | HC Mountfield | Vaillant Arena |

| Szczegóły      | Szczegóły                                                                             | Szczegóły       | Szczegóły                                                      | Szczegóły                                                                  |
| -------------- | ------------------------------------------------------------------------------------- | --------------- | -------------------------------------------------------------- | -------------------------------------------------------------------------- |
| Godzina: 15:00 | G. Hofmann (PP) 11:09 G. Hofmann (EQ) 18:35 L. Fazzini (EQ) 29:23 R. Vesce (EQ) 30:51 | (2:1, 2:0, 0:2) | 11:53 (EQ) Simanek 43:06 (SH) A. Džeriņš 51:42 (EQ) R. Cerveny | Widzów: 6 300 Sędzia główny: Tobias Wehrli Sędziowie liniowi: Marc Wiegand |
| Godzina: 15:00 | 14 min. kar                                                                           |                 | 12 min. kar                                                    | Widzów: 6 300 Sędzia główny: Tobias Wehrli Sędziowie liniowi: Marc Wiegand |

| Lp. | Zespół                     | M | Pkt | Z | WpD | PpD | P | G+ | G- | +/− |
| --- | -------------------------- | - | --- | - | --- | --- | - | -- | -- | --- |
| 1   | HC Lugano                  | 2 | 6   | 2 | 0   | 0   | 0 | 8  | 5  | +3  |
| 2   | HC Mountfield              | 2 | 3   | 1 | 0   | 0   | 1 | 7  | 7  | 0   |
| 3   | Awtomobilist Jekaterynburg | 2 | 0   | 0 | 0   | 0   | 2 | 5  | 8  | –3  |

    = bezpośredni awans do półfinału,     = udział w ćwierćfinale
Grupa Cattini
| 26 grudnia 2016 | Dynama Mińsk | 7:4 | Team Canada | Vaillant Arena |

| Szczegóły      | Szczegóły | Szczegóły       | Szczegóły                                                                            | Szczegóły                                                                      |
| -------------- | --- | --------------- | ------------------------------------------------------------------------------------ | ------------------------------------------------------------------------------ |
| Godzina: 20:15 | O. Materuchin (EQ) 02:02 J. Kowyrszyn (EQ) 16:50 J. Lisawiec (PP) 30:44 D. Korabau (EQ) 46:30 J. Kowyrszyn (PP) 50:25 S. Drozd (EQ) 54:20 N. Komarau (EN) 58:25 | (2:3, 1:0, 4:1) | 05:11 (EQ) A. Ebbett 12:57 (PP) M. Noreau 13:58 (PP) M. Raymond 40:33 (PP) M. Noreau | Widzów: 6 119 Sędzia główny: Marcus Vinnerborg Sędziowie liniowi: Marc Wiegand |
| Godzina: 20:15 | 12 min. kar |                 | 12 min. kar                                                                          | Widzów: 6 119 Sędzia główny: Marcus Vinnerborg Sędziowie liniowi: Marc Wiegand |

| 27 grudnia 2016 | HC Davos | 3:4 | Team Canada | Vaillant Arena |

| Szczegóły      | Szczegóły                                                    | Szczegóły       | Szczegóły                                                                                  | Szczegóły                                                                  |
| -------------- | ------------------------------------------------------------ | --------------- | ------------------------------------------------------------------------------------------ | -------------------------------------------------------------------------- |
| Godzina: 20:15 | P. Ledin (PP) 11:09 D. Rahimi (EQ) 45:02 P. Ledin (EQ) 55:18 | (0:1, 1:1, 2:2) | 16:27 (EQ) M. Raymond 27:57 (SH) C. Emmerton 46:37 (PP) J. Micflikier 52:40 (PP) A. Ebbett | Widzów: 6300 Sędzia główny: Michael Leggo Sędziowie liniowi: Tobias Wehrli |
| Godzina: 20:15 | 20 min. kar                                                  |                 | 12 min. kar                                                                                | Widzów: 6300 Sędzia główny: Michael Leggo Sędziowie liniowi: Tobias Wehrli |

| 28 grudnia 2016 | Dynama Mińsk | 4:5 | HC Davos | Vaillant Arena |

| Szczegóły      | Szczegóły                                                                                         | Szczegóły       | Szczegóły | Szczegóły                                                                      |
| -------------- | ------------------------------------------------------------------------------------------------- | --------------- | --- | ------------------------------------------------------------------------------ |
| Godzina: 20:15 | R. Klinkhammer (SH) 04:54 D. Karabanau (EQ) 29:46 A. Paułowicz (EQ) 30:38 A. Paułowicz (PP) 47:35 | (1:1, 2:3, 1:1) | 16:03 (PP) A. Hall 21:28 (PP) N. Schneeberger 22:17 (EQ) P. Lindgren 29:31 (PP) D. Shore 41:40 (EQ) E. Corvi | Widzów: 6300 Sędzia główny: Michael Leggo Sędziowie liniowi: Marcus Vinnerborg |
| Godzina: 20:15 | 16 min. kar                                                                                       |                 | 18 min. kar                                                                                                  | Widzów: 6300 Sędzia główny: Michael Leggo Sędziowie liniowi: Marcus Vinnerborg |

| Lp. | Zespół       | M | Pkt | Z | WpD | PpD | P | G+ | G- | +/− |
| --- | ------------ | - | --- | - | --- | --- | - | -- | -- | --- |
| 1   | Dynama Mińsk | 2 | 3   | 1 | 0   | 0   | 1 | 11 | 9  | +2  |
| 2   | HC Davos     | 2 | 3   | 1 | 0   | 0   | 1 | 8  | 8  | 0   |
| 3   | Team Canada  | 2 | 3   | 1 | 0   | 0   | 1 | 8  | 10 | –3  |

    = bezpośredni awans do półfinału,     = udział w ćwierćfinale

## Faza pucharowa
|  |                            |                            |              |              |              |             |             |           |             |             |       |       |       |
|  | Ćwierćfinały               | Ćwierćfinały               | Ćwierćfinały |              |              | Półfinały   | Półfinały   | Półfinały |             |             | Finał | Finał | Finał |
|  | Ćwierćfinały               | Ćwierćfinały               | Ćwierćfinały |              |              | Półfinały   | Półfinały   | Półfinały |             |             | Finał | Finał | Finał |
|  |                            |                            |              |              |              |             |             |           |             |             |       |       |       |
|  |                            |                            |              |              |              |             |             |           |             |             |       |       |       |
|  |                            |                            |              | Dynama Mińsk | Dynama Mińsk | 2           |             |           |             |             |       |       |       |
|  |                            |                            |              | Dynama Mińsk | Dynama Mińsk | 2           |             |           |             |             |       |       |       |
|  | HC Mountfield              | HC Mountfield              | 1            |              |              | Team Canada | Team Canada | 3         |             |             |       |       |       |
|  | HC Mountfield              | HC Mountfield              | 1            |              |              | Team Canada | Team Canada | 3         |             |             |       |       |       |
|  | Team Canada                | Team Canada                | 5            |              |              |             |             |           | Team Canada | Team Canada | 5     |       |       |
|  | Team Canada                | Team Canada                | 5            |              |              |             |             |           | Team Canada | Team Canada | 5     |       |       |
|  |                            |                            |              |              |              | HC Lugano   | HC Lugano   | 2         |             |             |       |       |       |
|  |                            |                            |              |              |              | HC Lugano   | HC Lugano   | 2         |             |             |       |       |       |
|  |                            |                            |              | HC Lugano    | HC Lugano    | 4           |             |           |             |             |       |       |       |
|  |                            |                            |              | HC Lugano    | HC Lugano    | 4           |             |           |             |             |       |       |       |
|  | HC Davos                   | HC Davos                   | 3            |              |              | HC Davos    | HC Davos    | 0         |             |             |       |       |       |
|  | HC Davos                   | HC Davos                   | 3            |              |              | HC Davos    | HC Davos    | 0         |             |             |       |       |       |
|  | Awtomobilist Jekaterynburg | Awtomobilist Jekaterynburg | 1            |              |              |             |             |           |             |             |       |       |       |
|  | Awtomobilist Jekaterynburg | Awtomobilist Jekaterynburg | 1            |              |              |             |             |           |             |             |       |       |       |

Ćwierćfinały
| 29 grudnia 2016 | HC Mountfield | 1:5 | Team Canada | Vaillant Arena |

| Szczegóły      | Szczegóły            | Szczegóły       | Szczegóły                                                                                                | Szczegóły                                                                  |
| -------------- | -------------------- | --------------- | --- | -------------------------------------------------------------------------- |
| Godzina: 15:00 | J. Bednář (PP) 39:20 | (0:2, 1:1, 0:2) | 04:19 (EQ) A. Ebbett 19:41 (EQ) M. Noreau 33:32 (EQ) B. Gormley 42:24 (PP) M. Raymond 43:01 (EQ) F. Paré | Widzów: 6 012 Sędzia główny: Tobias Wehrli Sędziowie liniowi: Marc Wiegand |
| Godzina: 15:00 | 20 min. kar          |                 | 12 min. kar                                                                                              | Widzów: 6 012 Sędzia główny: Tobias Wehrli Sędziowie liniowi: Marc Wiegand |

| 29 grudnia 2016 | HC Davos | 3:1 | Awtomobilist Jekaterynburg | Vaillant Arena |

| Szczegóły      | Szczegóły                                                    | Szczegóły       | Szczegóły              | Szczegóły                                                                      |
| -------------- | ------------------------------------------------------------ | --------------- | ---------------------- | ------------------------------------------------------------------------------ |
| Godzina: 20:15 | T. Ruutu (PP) 05:28 D. Shore (EQ) 08:35 M. Wieser (EQ) 43:39 | (2:1, 0:0, 1:0) | 17:58 (EQ) A. Gołyszew | Widzów: 6 300 Sędzia główny: Stefan Fonselius Sędziowie liniowi: Michael Leggo |
| Godzina: 20:15 | 8 min. kar                                                   |                 | 14 min. kar            | Widzów: 6 300 Sędzia główny: Stefan Fonselius Sędziowie liniowi: Michael Leggo |

Półfinały
| 30 grudnia 2016 | Dynama Mińsk | 2:3 | Team Canada | Vaillant Arena |

| Szczegóły      | Szczegóły                                     | Szczegóły       | Szczegóły                                                               | Szczegóły                                                                     |
| -------------- | --------------------------------------------- | --------------- | ----------------------------------------------------------------------- | ----------------------------------------------------------------------------- |
| Godzina: 15:00 | A. Stiepanow (PP) 21:44 M. Ellison (PP) 55:16 | (0:2, 1:0, 1:1) | 07:07 (EQ) M-A. Pouliot 14:03 (PP) C. DiDomenico 52:29 (EQ) Ch. Genoway | Widzów: 6 300 Sędzia główny: Stefan Fonselius Sędziowie liniowi: Marc Wiegand |
| Godzina: 15:00 | 23 min. kar                                   |                 | 37 min. kar                                                             | Widzów: 6 300 Sędzia główny: Stefan Fonselius Sędziowie liniowi: Marc Wiegand |

| 30 grudnia 2016 | HC Lugano | 4:0 | HC Davos | Vaillant Arena |

| Szczegóły      | Szczegóły                                                                               | Szczegóły       | Szczegóły   | Szczegóły                                                                          |
| -------------- | --------------------------------------------------------------------------------------- | --------------- | ----------- | ---------------------------------------------------------------------------------- |
| Godzina: 20:15 | L. Klasen (EQ) 16:59 D. Bürgler (PP) 31:23 A. Chiesa (EQ) 35:01 A. Bertaggia (SH) 45:54 | (1:0, 2:0, 1:0) |             | Widzów: 6 300 Sędzia główny: Stefan Fonselius Sędziowie liniowi: Marcus Vinnerborg |
| Godzina: 20:15 | 26 min. kar                                                                             |                 | 22 min. kar | Widzów: 6 300 Sędzia główny: Stefan Fonselius Sędziowie liniowi: Marcus Vinnerborg |

Finał
| 31 grudnia 2016 | Team Canada | 5:2 | HC Lugano | Vaillant Arena |

| Szczegóły      | Szczegóły | Szczegóły       | Szczegóły                                   | Szczegóły                                                                      |
| -------------- | --- | --------------- | ------------------------------------------- | ------------------------------------------------------------------------------ |
| Godzina: 12:00 | C. Genoway (EQ) 06:03 M-A. Pouliot (EQ) 20:59 C. Emmerton (SH) 22:59 A. Ebbett (EQ) 37:17 N. Spaling (EN) 59:43 | (1:1, 3:0, 1:1) | 00:31 (EQ) D. Bürgler 44:08 (PP) D. Bürgler | Widzów: 6 300 Sędzia główny: Marcus Vinnerborg Sędziowie liniowi: Marc Wiegand |
| Godzina: 12:00 | 24 min.kar |                 | 12 min. kar                                 | Widzów: 6 300 Sędzia główny: Marcus Vinnerborg Sędziowie liniowi: Marc Wiegand |

## Klasyfikacje indywidualne
- Klasyfikacja strzelców:  Andrew Ebbett,  Mason Raymond,  Maxim Noreau (po 3 bramki)
- Klasyfikacja asystentów:  Tuomo Ruutu (5 asyst)
- Klasyfikacja kanadyjska:  Andrew Ebbett (6 punktów, 3 bramki + 3 asysty)

## Skład Gwiazd turnieju
Po zakończeniu turnieju zostanie wybrany skład gwiazd, skupiający najlepszą szóstkę zawodników na indywidualnych pozycjach.
- Bramkarz:  Elvis Merzļikins (HC Lugano)
- Lewy obrońca:  Maxim Norreau (Team Canada)
- Prawy obrońca:  James Wisniewski (HC Lugano)
- Lewoskrzydłowy:  Jewgienij Kowyrszyn (Dynama Mińsk)
- Środkowy:  Andrew Ebbett (Team Canada)
- Prawoskrzydłowy:  Drew Shore (HC Davos)

## Skład zdobywcy Pucharu Spenglera
Ostateczna kolejność
| Lp.   | Drużyna                    |
| ----- | -------------------------- |
| złoto | Team Canada                |
|       | HC Lugano                  |
|       | HC Davos                   |
| 4     | Dynama Mińsk               |
| 5     | Awtomobilist Jekaterynburg |
| 6     | Mountfield Hradec Králové  |

Skład zdobywcy Pucharu Spenglera – Team Canada.
Bramkarze:

Zachary Fucale (Brampton Beast), Drew MacIntyre (Charlotte Checkers).
Obrońcy:

Mark Flood (EC Red Bull Salzburg), Chay Genoway (Jokerit), Shaun Heshka (Oulun Kärpät), Shaone Morrisonn (KHL Medveščak Zagrzeb), Maxime Norreau (SC Bern), Daniel Vukovic (Servette Genewa).
Napastnicy:

Gregory Campbell (bez klubu), Chris DiDomenico (SCL Tigers), Andrew Ebbett (Servette Genewa), Dustin Jeffrey (Lausanne HC), Maxime Macenauer (EHC Biel), David MacIntyre (EV Zug), Jacob Micflickier (EHC Biel), Blake Parlett (KHL Medveščak Zagrzeb), Francis Paré (KHL Medveščak Zagrzeb), Marc-Antoine Pouliot (Fribourg-Gottéron), Mason Raymond (bez klubu).
Wypożyczeni: Jordon Cooke (bramkarz, Saskatchewan Huskies), Cory Emmerton (napastnik, HC Ambrì-Piotta), Brandon Gormley (Albany Devils), Mark Katic (obrońca, KHL Medveščak Zagrzeb), James Sheppard (napastnik, Servette Genewa)
Trener: Luke Richardson